# Stade El Hadj-Hassan-Gouled-Aptidon
Le  stade El Hadj-Hassan-Gouled-Aptidon (en arabe : ملعب الوطني الحاج حسن جولد أبتيدون), est une enceinte sportive construite en 1993 dans la ville de Djibouti. Plus grand stade du pays, il peut accueillir jusqu'à 10 000 spectateurs.
Les rencontres de l'équipe de Djibouti de football et du championnat de Djibouti se déroulent dans son enceinte.

## Historique
Construit par la Chine, il porte le nom du président de la république de Djibouti lors de sa création, Hassan Gouled Aptidon, qui l'inaugure le 26 juin 1993.
Des travaux de rénovations sont engagés en 2002 et la pelouse synthétique est changée. Le stade a bénéficié également du programme Goal mis en place par la FIFA. Un nouveau gazon artificiel est à nouveau mis en place en 2007.

## Infrastructures
Le stade comprend une piste d’athlétisme de huit couloirs et une pelouse synthétique. Il comporte deux tribunes, dont une couverte, qui peuvent accueillir 10 000 spectateurs. Le complexe dispose également de trois salles pour la pratique des arts martiaux et du tennis de table.

## Compétitions
Il accueille les rencontres de l’équipe de Djibouti de football, du championnat de Djibouti, des coupe et supercoupe et des compétitions d'athlétisme. 
Le premier match international officiel disputé dans ce stade oppose Djibouti à la république démocratique du Congo lors des éliminatoires de la coupe du monde 2002, le 7 avril 2000. À l'issue de cette rencontre disputée devant 2 700 spectateurs, les deux équipes se séparent sur un match nul, un but partout.
En athlétisme, il est le lieu de départ et d'arrivée du semi-marathon international de Djibouti qui se déroule chaque année en mars.

## Gestion
Le stade est administré par un établissement public appelé « Stade El Hadj Hassan Gouled Aptidon », rattaché au ministère de la Jeunesse et des Sports. Les membres de son conseil d'administration sont nommés en conseil des ministres. Il est également chargé du développement et de la promotion du sport et de l'organisation des rencontres sportives, régionales ou internationales.
Le stade est le siège de nombreuses fédérations sportives de Djibouti, dont la Fédération djiboutienne de football.